# فاف دي كليرك
فاف دي كليرك (مواليد 19 أكتوبر 1991) هو لاعب اتحاد رغبي جنوب أفريقي.

## وصلات خارجية
- فاف دي كليرك على موقع دوري الرغبي الممتاز (الإنجليزية)
- فاف دي كليرك عل موقع إسبنسكروم (الإنجليزية)
- فاف دي كليرك على موقع ItsRugby.co.uk (الإنجليزية)